# Большие Горки (Ленинградская область)
Большие Горки (фин. Suuri Kurku) — деревня в Ропшинском сельском поселении Ломоносовского района Ленинградской области.

## История
Впервые упоминается в Писцовой книге Водской пятины 1500 года как деревня Горка в Кипенском погосте Копорского уезда.
Затем как деревня Gora Bolsaia by в Кипенском погосте в шведских «Писцовых книгах Ижорской земли» 1618—1623 годов.
На карте Ингерманландии А. И. Бергенгейма, составленной по шведским материалам 1676 года, она обозначена как деревня Gorka.
На шведской «Генеральной карте провинции Ингерманландии» 1704 года — деревня Gorka bÿ при мызе Gorka hof.
Деревня Горка нанесена на «Географическом чертеже Ижорской земли» Адриана Шонбека 1705 года.
Затем на карте Санкт-Петербургской губернии Я. Ф. Шмидта 1770 года обозначена деревня Старая Горка.
На «Топографической карте окрестностей Санкт-Петербурга» Военно-топографического депо Главного штаба 1817 года упомянута отдельно от Малой деревня Большая Горка, состоящая из 31 крестьянского двора. При деревне располагалась мыза Борщова непрочная или Заозерье.
Согласно карте Санкт-Петербургской губернии Ф. Ф. Шуберта 1834 года деревня называлась Большие Горки из насчитывала 22 двора.

ГОРОК БОЛЬШИХ — деревня принадлежит государыне императрице Александре Фёдоровне, число жителей по ревизии: 77 м. п., 85 ж. п. (1838 год)

В пояснительном тексте к этнографической карте Санкт-Петербургской губернии П. И. Кёппена 1849 года она записана как деревня Gross Korku (Большие Горки) и указано количество её жителей на 1848 год: савакотов — 17 м. п., 20 ж. п., всего 37 человек, эвремейсов — 20 м. п., 13 ж. п., всего 33 человека, русских — 109 человек. Ингерманландцы относились к лютеранскому приходу Ропсу.
Согласно карте профессора С. С. Куторги 1852 года деревня называлась Большие Горки и насчитывала 29 дворов.

ГОРКА БОЛЬШАЯ — деревня Красносельской удельной конторы Шунгуровского приказа, по почтовому тракту, число дворов — 32, число душ — 92 м. п. (1856 год)

Согласно «Топографической карте частей Санкт-Петербургской и Выборгской губерний» в 1860 году деревня Большие Горки состояла из 41 двора.

ГОРКИ БОЛЬШИЕ — деревня удельная при пруде, число дворов — 41, число жителей: 121 м. п., 121 ж. п. (1862 год)

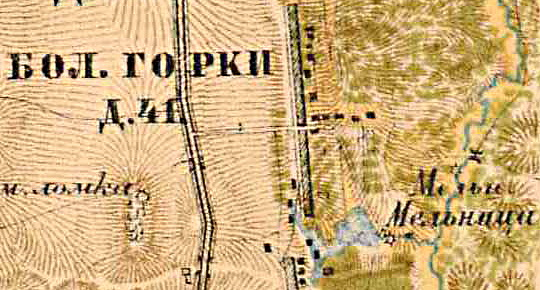
Деревня Большие Горки на карте 1885 года

В 1885 году деревня Большие Горки насчитывала 41 двора. В деревне были две водяных мельницы и каменная ломка. 
Сборник Центрального статистического комитета описывал её так:

БОЛЬШИЕ ГОРКИ — деревня бывшая удельная, дворов — 44, жителей — 215; Часовня, лавка. (1885 год)

В конце XIX века деревня входила в состав Ропшинской волости 1-го стана Петергофского уезда Санкт-Петербургской губернии, в начале XX века — 2-го стана. По приходским данным население деревни было исключительно финским.
По данным «Памятной книжки Санкт-Петербургской губернии» за 1905 год деревня называлась Большая Горка.
К 1913 году количество дворов в деревне Большие Горки уменьшилось до 34.
С 1917 по 1922 год деревня Большие Горки входила в состав Горского сельсовета Кипено-Ропшинской волости Петергофского уезда.
С 1922 года в составе Кипенского сельсовета.
С 1923 года в составе Ропшинской волости Троцкого уезда.
Согласно данным переписи населения СССР 1926 года в деревне Большие Горки проживали 362 человека — большинство русские и финны, а также эстонцы и евреи.
С 1927 года в составе Урицкого района.
В 1928 году население деревни Большие Горки составляло 655 человек.
С 1930 года в составе Ленинградского Пригородного района.

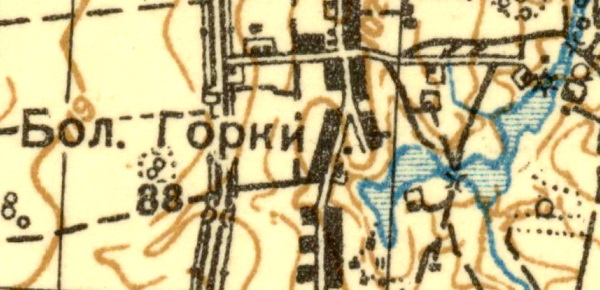
Деревня Большие Горки на карте 1931 года

Согласно топографической карте 1931 года деревня насчитывала 88 дворов.
По данным 1933 года деревня Большие Горки входила в состав Кипенского сельсовета Ленинградского Пригородного района.
С 1936 года в составе Красносельского района.
Деревня была освобождена от немецко-фашистских оккупантов 19 января 1944 года.
С 1950 года в составе Ропшинского сельсовета.
С 1955 года в составе Ломоносовского района.
С 1963 года в составе Гатчинского района.
С 1965 года вновь в составе Ломоносовского района. В 1965 году население деревни Большие Горки составляло 421 человек.
По данным 1966, 1973 и 1990 годов деревня Большие Горки также входила в состав Ропшинского сельсовета.
В 1997 году в деревне Большие Горки Ропшинской волости проживал 101 человек, в 2002 году — 96 человек (русские — 70 %).
В 2007 году в деревне Большие Горки Ропшинского СП — 89 человек.

## География
Деревня расположена в восточной части района на автодороге 41К-011 (Стрельна — Гатчина) («Ропшинское шоссе»), к югу от административного центра поселения посёлка Ропша.
Расстояние до административного центра поселения — 3 км.
Расстояние до ближайшей железнодорожной станции Красное Село — 21 км.
Деревня находится на левом берегу реки Стрелка.

## Демография
| 1862 | 2002 | 2007 | 2010 | 2017 |
| ---- | ---- | ---- | ---- | ---- |
| 242  | ↘96  | ↘89  | ↗116 | ↗130 |

## Улицы
Добрая, Заречная, Зелёная, Кирилловская, Мельничная, Придорожная, Счастливая, Яблоневая.

## Садоводства
Дружные Горки, Колос